# Gelis coloradensis
Gelis coloradensis là một loài tò vò trong họ Ichneumonidae.